# Магницкий, Константин Константинович
Константин Константинович Магницкий (15 [27] мая 1859, Шуматово Ядринский уезд, Казанская губерния — 1916, Термез) — врач, полковник русской императорской армии. Брат известного деятеля просвещения чувашского народа, историка и этнографа В. К. Магницкого.

## Биография
Родился 15 (27) мая 1859 года в семье священника Константина Георгиевича (Константина Егорова) Магнитского (Магницкого), основателя дворянского рода, внесённого в 3-ю часть дворянской родословной книги Казанской губернии по определению Казанского дворянского депутатского собрания от 20 мая 1888 года и был утверждён указом Герольдии от 30 ноября 1888 года; мать — Агриппина Васильевна, урожденная Осменовская, дочь священника. Был крещён в Успенской церкви села Шуматова священником Павлом Золотницким с диаконом Александром Петровским.
В 1881 году окончил 2-ю Казанскую гимназию, в мае 1886 года — медицинский факультет Казанского университета со степенью лекаря; 11 ноября 1886 года получил свидетельство на звание уездного врача. С 1887 года — сверхштатный ординатор при акушерской клинике Казанского университета.
Имел знак Академии Генерального штаба. Право на ношение этого знака имели офицеры, закончившие полный курс Академии, а также офицеры и военные чиновники, проходившие службу в Академии.
Умер в Термезе в 1916 году.

## Награды
- орден Св. Станислава 3-й и 2-й степени
- орден Св. Анны 3-й степени с мечами
- ополченческий крест, что говорит о принадлежности к дружинам Государственного ополчения.

## Семья
Женился на Вере Сергеевне Богоявленской, родители которой были против брака, поскольку род Богоявленских был более знатным, чем род Магницких. Их дети:
- Наталья (19.11.1889—?), в замужестве Карачаровская. Пропала без вести в блокадном Ленинграде. Её муж и трое сыновей погибли в на Ленинградском фронте.
- Мария (30.05.1891—?)
- Раиса (04.09.1896—?), была замужем за сыном священника Николая Ивановича Лиманова
- Елена (27.02.1900—?), в замужестве Рябова. Сын Юрий и муж погибли в годы репрессий.
- Александра (21.03.1904—?)
- Николай (13.10.1906—09.11.1974). Его имя присвоено школе в Амурской области (станция Тахтамыгда), директором которой он был многие годы. Их дети: Нина (07.08.1934—?), Надежда (17.08.1936—09.10.1990), Наталья (10.08.1950—?)
- Евгения (19.06.1908—02.01.1990), в замужестве Бердникова. Их дети: Галина, Валентина, Елена, Константин.